# ハドソン・テーラー

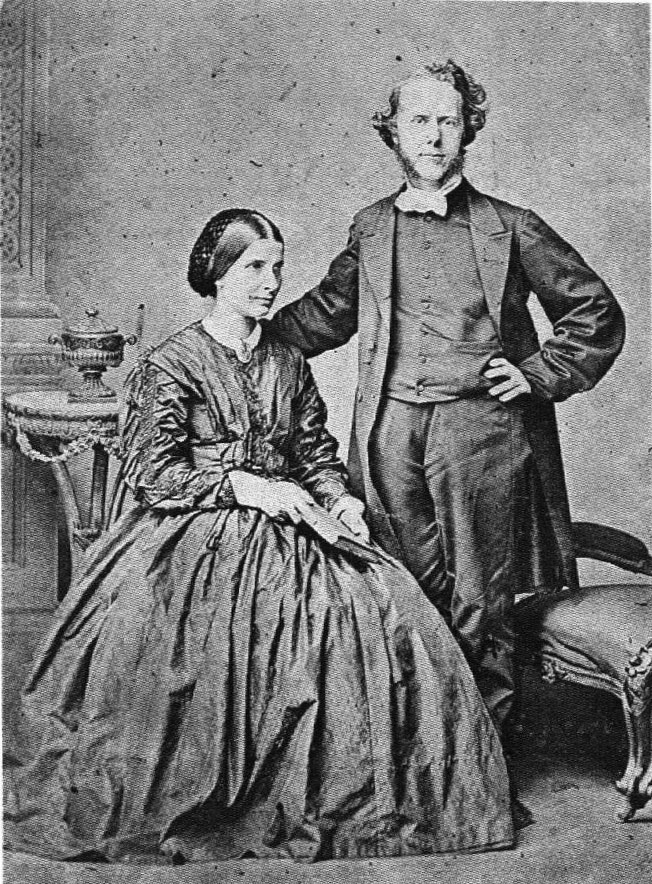
ハドソン・テーラーと夫人のマリヤ・テーラー、1865年

ジェームズ・ハドソン・テーラー（戴德生、英語:James Hudson Taylor、1832年5月21日 - 1905年6月3日）は、イギリスの宣教師、チャイナ・インランド・ミッション、中国奥地宣教団（現:OMFインターナショナル）の創立者である。テーラーは清で51年を過ごした。
彼が開始した宣教団体は、800人の宣教師を呼び、125の学校を開校し、18,000人の回心者を生んだ。テーラーは、福音宣教への熱意と中国への文化適応について知られていた。当時の宣教師の中ではまれなことに彼は現地人の衣装を着用した。

## 生い立ちと献身
テーラーはイングランド・ヨークシャーのバーンズリーに生まれた。父は薬剤師でメソジストの信徒説教者であった。両親は敬虔なクリスチャンであり、テーラーはその影響を受けていたが、青年期になると彼はキリスト教信仰から離れてしまった。
しかし1849年6月、17歳の時、父の書斎で1冊の信仰書を読んだテーラーは、回心を経験し、「主なる神の臨在に触れ」献身した。その年の12月に彼は中国に宣教師として赴くと告白した。

## 年譜
- 1832年　英国ヨークシャー州バーンズリーに生まれる
- 1849年　回心。召命を受ける。
- 1850年9月19日　中国伝道協会の代理人として中国へ出帆。
- 1854年3月1日　上海に上陸
- 1854年-1855年　4回にわたる伝道旅行を行う。
- 1855年 内陸で最初の家、崇明島で6ヶ月過ごす。
- 1855年-1856年　ウィリアム・C・バーンズ牧師と7ヶ月過ごす。
- 1856年　寧波に定住
- 1857年6月　中国伝道協会を辞任
- 1857年1月20日　マリヤ・ダイヤーと結婚する。
- 1859年　寧波でパーカー博士の病院の責任を引き受ける
- 1860年　休暇で英国へ帰る。
- 1860-1865年　陰での数年間
- 1865年　ブリストンでの全き献身、24人の同労者を求めて祈った。
- 1866年　チャイナ・インランド・ミッションの第一グループがラマミュール号で出帆、4ヶ月の旅をする。
- 1866年12月ラマミュール・グループ杭州に到着
- 1867年　幼いグレーシーの召天
- 1869年　新たな生活の初め
- 1870年6月21日　天津大虐殺
- 1870年6月23日　マリヤ夫人召天
- 1872年　チャイナ・インランド・ミッションのロンドン委員会設立
- 1872年10月9日　再婚したアメリア夫人と共に中国へ帰る。
- 1874年　ジャットと共に、武昌にミッションの西部地域支部を開設。
- 1874年　テーラーは体が麻痺して、英国で病床につく。
- 1876年-1878年　中国内陸全域にわたる伝道旅行を行う。
- 1888年　テーラー北米を訪問
- 1889年　スウェーデン、ノルウェー、デンマークを初めて訪問
- 1889年　オーストラリアを始めて訪問
- 1904年　テーラーは代表を辞して、D・E・ホーストが後任になる。
- 1904年7月30日　アメリア夫人スイスで召天。
- 1905年　テーラー最後の中国行き。
- 1905年6月3日　湖南省で召天。

## 著書
- 『ハドソン・テーラー、信仰の生涯を語る』ハドソン・テーラー著　ISBN 4264012449

## 参考
- 『リバイバル人物伝』立石靖夫著 新生宣教団 ISBN 9784882810889
- 『世界宣教の歴史』中村敏 著　いのちのことば社 ISBN 4264024226
- 『ハドソン・テーラーの生涯とその秘訣』ハワード・テーラー著、舟喜信訳、いのちのことば社、1964年
- 『人生のかぎ』V.レイモンド・エドマン著、舟喜信訳、いのちのことば社、1966年